# Barbara Allason
Barbara Allason (Pecetto Torinese, 12 ottobre 1877 – Torino, 20 agosto 1968) è stata una scrittrice, germanista e traduttrice italiana.

## Biografia
Nacque a Pecetto Torinese nel 1877, dalla viennese Pauline Kuntzner e da Ugo Allason, generale di artiglieria e autore di cose militari. Dopo gli studi all'università di Napoli e di Torino, si laureò con il noto germanista Arturo Farinelli, al quale rimase legata da amicizia e stima reciproca, anche quando Farinelli, diventato accademico d'Italia, sostenne il regime fascista. Si appassionò agli autori tedeschi, Wolfgang Goethe, Friedrich Nietzsche, Friedrich Schiller e Gotthold Lessing, dei quali curò le pubblicazioni in lingua italiana.
Durante la prima guerra mondiale lavorò come corrispondente di guerra per i periodici Gazzetta del Popolo e La Donna (supplemento de La Stampa). In questa occasione strinse amicizia con Annie Vivanti, la quale convinse Allason a pubblicare il suo primo romanzo, Quando non si sogna più. Nel 1920 Vivanti si trasferì a vivere nell'appartamento torinese di Allason, e lì Allason ebbe l'opportunità di conoscere intellettuali e artisti come Lionello Venturi, Riccardo e Cesarina Gualino.
Dopo essere stata per molti anni docente di ruolo di letteratura tedesca nelle scuole medie superiori, nel 1928 ottenne la libera docenza in letteratura tedesca presso l'Università degli Studi di Torino, per merito in particolare di un saggio sul romanticismo tedesco. In precedenza aveva anche pubblicato Il tesoro dei Nibelunghi e L'Edda e i Nibelunghi, continuando a collaborare a numerosi giornali e riviste tra cui: La Gazzetta delle Puglie, Il Giornale d'Italia, la Gazzetta del popolo, L'Ambrosiano, La Lettura, Le Vie d'Italia.
Nel 1929 fu però sospesa dall'attività di insegnamento per "incompatibilità con le direttive politiche generali del governo", poiché aveva scritto una lettera personale a Benedetto Croce,  in cui esprimeva la sua solidarietà, al filosofo, che aveva criticato in Senato, con un discorso fermo e pacato,  la firma dei Patti Lateranensi, da lui giudicati irrispettosi del principio di laicità dello Stato, motivo per il quale era stato dileggiato e insultato in aula.
Amica di Piero Gobetti, fu un'antifascista attiva, militante nel gruppo Giustizia e Libertà. Tra le tante azioni cospirative, partecipò al fallito tentativo di far evadere dal carcere l'intellettuale Ernesto Rossi. La sua villa collinare di Pecetto era inoltre il punto di riferimento abituale delle riunioni clandestine degli antifascisti torinesi.
Nel corso del processo a Leone Ginzburg, tenuto a Torino nel 1934, fu infine arrestata dall'OVRA per collaborazionismo. Nel corso del suo interrogatorio, accusò Leone Ginzburg d'essere uno dei capi dell'associazione sovversiva Giustizia e Libertà. Dopo aver indirizzata una lettera di supplica a Benito Mussolini, fu graziata e liberata con una semplice diffida.
Nel 1909 dal matrimonio con Carlo Federico Wick aveva avuto il figlio Gian Carlo Wick, futuro fisico teorico. Infine si ritirò a Torino dove rimase fino alla morte avvenuta nel 1968, a novantuno anni.

## Riconoscimenti
- Il Comune di Torino le ha intitolato una via in zona Lingotto.
- Una via le è stata intitolata anche a Pecetto Torinese[9].
- Sempre a Pecetto la Biblioteca comunale (sita in piazza della Rimembranza 9) è stata a lei intitolata. La biblioteca raccoglie libri e testimonianze delle sue opere.

## Opere
- Caroline Schlegel. Studio sul Romanticismo tedesco, 1919.
- Quando non si sogna più, 1920
- Bettina Brentano, 1927
- La luce che torna, 1932
- Vita di Silvio Pellico, 1932
- Memorie di un'antifascista, 1946
- Vecchie ville vecchi cuori, 1950 (2ª ed., 2008)